# 刘秉江
刘秉江（1937年—），男，祖籍天津，生于北京，中国画家，中央民族大学美术学院教授，曾任中国美术家协会理事。